# Rosetta@home
Rosetta@home ist ein nichtkommerzielles Volunteer-Computing-Projekt, das mittels der Technik des verteilten Rechnens versucht, Proteinstrukturen und Proteinbindungen aus einer Aminosäuresequenz vorherzusagen.
Dabei werden Algorithmen entwickelt und getestet, die eine zuverlässige Strukturvorhersage ermöglichen. Eine akkurate Vorhersage von Proteinstrukturen könnte sich als sehr hilfreich für die Entwicklung von Heilverfahren für beispielsweise AIDS, Krebs, Malaria, Alzheimer und Virenerkrankungen erweisen.
Das verwendete Computerprogramm wird im BakerLab der University of Washington unter der Leitung von David Baker entwickelt.
Das Projekt wurde offiziell am 16. September 2005 gestartet. Die Basis der Berechnungen bildet die Software BOINC von der University of California, Berkeley.
Das Vorhaben ist auf über 44.000 Rechnern aktiv und hat eine derzeitige Rechenleistung von ungefähr 970 TeraFLOPS (Stand: Oktober 2020), die je nach Tagesleistung schwanken kann. Eine überproportionale Zunahme aktiver Rechner erfuhr das Projekt während der COVID-19-Pandemie, als u. a. die kanadische Regierung hunderte ProLiant-Geräte zur Verfügung stellte.

## Hintergrund, wissenschaftliche Relevanz und mögliche Anwendungen
Proteine sind die wichtigsten Funktionsträger des Körpers. Es handelt sich dabei um lange Ketten aus miteinander kondensierten Aminosäuren. Biologen und Biochemiker wissen seit etwa 40 Jahren, dass die Form, die ein Protein annimmt, in der lebenden Zelle vor allem durch die Reihenfolge und den Typ der in ihm vorkommenden Aminosäuren bestimmt wird. Diese Form wiederum bestimmt, welche Funktion dieses Protein wahrnehmen kann.
Welche Proteine der Körper bilden kann, ist im Erbgut, der DNA, festgelegt, die im Laufe des Humangenomprojekts vollständig kartiert wurde. Im Prinzip sind also die Aminosäuresequenzen sämtlicher Proteine des Körpers bekannt. Theoretisch müsste es daher möglich sein, die Form dieser Proteine aus ihrer Sequenz herzuleiten und damit ihre Funktion zu bestimmen.

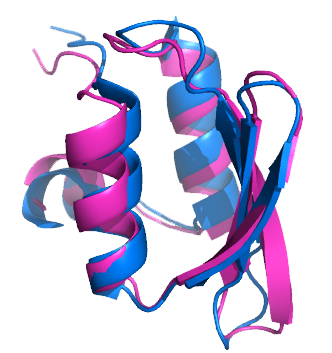
Die Berechnung der Struktur von CASP6 target T0281 war die erste Ab-initio-Strukturvorhersage, die eine atomare Auflösung erreichte. Die von Rosetta errechnete Struktur (magenta) ist hier im Vergleich mit einer empirisch bestimmten Kristallstruktur dargestellt (blau).

Die bis vor kurzem besten Methoden zur Bestimmung von Proteinstrukturen sind die Kristallstrukturanalyse und die Kernspinresonanz. Beide sind jedoch äußerst zeit- und kostenaufwändig, nicht fehlerfrei und für einige Proteine (noch) nicht möglich. Deswegen versucht man, die Proteinstruktur rechnerisch anhand der Aminosäuresequenz vorherzusagen. Die Idee dahinter ist, dass aus allen denkbaren Strukturen genau diejenige mit der niedrigsten Energie auch die Struktur sein wird, die ein Protein in der Natur einnimmt.
Das Problem dabei ist die ungeheure Menge an verschiedenen Strukturen, die eine Kette aus Aminosäuren bilden kann: Sie nimmt exponentiell mit der Anzahl an Aminosäuren zu. Viele Proteine bestehen aber aus hunderten oder tausenden Aminosäuren. Es hat also keinen Sinn, alle möglichen Strukturen durchzuprobieren, da die Wahrscheinlichkeit, dabei die richtige Struktur zu finden, extrem gering ist.
Die Strategie der Rosetta-Software besteht darin, die Strukturen kurzer Abschnitte von Proteinen aus bekannten Proteinen mit abschnittsweise gleichen Aminosäurefolgen zu erschließen und dann diese kurzen Abschnitte und die dazwischenliegenden Sequenzen miteinander zu verbinden. Dann werden zufällige räumliche Anordnungen dieser Abschnitte erzeugt und deren Energie berechnet. Dies geschieht in zwei Phasen, der „Sprungphase“, in der große Abschnitte bewegt werden, und einer nachfolgenden „Relaxationsphase“, in der die Struktur mit der niedrigsten Energie aus der Sprungphase nur minimal verändert wird, um langsam den tiefstgelegenen Ort in der „Energielandschaft“ zu finden, die das Ausgangsmodell umgibt.
Jeder beteiligte Computer erstellt für jedes Ausgangsmolekül mehrere (wenige bis einige Hundert, je nach Rechenleistung und Proteingröße) zufällige gewählte Modelle und geht dann die oben genannten Phasen durch. Jeder solche Versuch entspricht in etwa dem Vorgehen, an einer beliebigen Stelle auf einer Karte nach dem niedrigsten Punkt zu suchen und sich dabei zum Beispiel langsam an Bächen oder Wegen entlang zu arbeiten. Man wird dabei immer nur die tiefste Stelle in einer bestimmten Umgebung finden. Nur, wenn man diese Prozedur häufig an immer wieder anderen Stellen wiederholt, hat man mit hoher Wahrscheinlichkeit den tatsächlich tiefsten Punkt auf der Karte gefunden. Am Ende ist für jedes übermittelte Molekül auf jedem Rechner eine Struktur mit der absolut niedrigsten Energie in der untersuchten Umgebung gefunden, die an das Projekt übermittelt wird. Aus allen übermittelten Strukturen ist wiederum diejenige mit der absolut niedrigsten Energie am wahrscheinlichsten die, die der natürlichen Anordnung am besten entspricht. Jeder Teilnehmer hat also sozusagen eine oder mehrere Einzelkarten aus einer großen Sammlung von Karten eines viel größeren Gesamtgebiets durchforstet und das Projekt erhält für jeden Kartenteil nur die Lage des absolut niedrigsten Punktes in diesem Gebiet.
Ziel von Rosetta ist es, nicht nur häufig, sondern immer die richtige Struktur vorhersagen zu können und dies auch mit hoher Genauigkeit im Bezug auf die Anordnung der einzelnen Atome zu tun. Nur dann kann aus der Struktur auch sicher auf die Funktion des Proteins geschlossen werden. Neben Rosetta gibt es noch eine Reihe weiterer Computerprogramme, die anhand der Aminosäuresequenz die Struktur von Proteinen vorherzusagen versuchen. Allerdings gibt es noch keinen Algorithmus, der dies mit vertretbarem Aufwand zuverlässig berechnen kann. Rosetta@home testet verschiedene Algorithmen, um eine zuverlässige Vorhersage zu ermöglichen.
Eine gelungene Strukturvorhersage würde es über die Bestimmung der Struktur natürlicher Proteine hinaus ermöglichen, künstlich Proteine mit ganz bestimmter Form und damit Funktion herzustellen. Diese Technik nennt man Proteindesign. Sie würde bahnbrechende Möglichkeiten bei der Bekämpfung vieler Krankheiten wie Aids, Krebs, Alzheimer etc. ermöglichen. Eine Reihe von Krankheiten entstehen z. B. dadurch, dass Proteine sich nicht in ihre eigentliche, natürliche Form falten, Alzheimer ist ein Beispiel dafür: Proteine, die eigentlich einzeln vorkommen sollten, verklumpen plötzlich zu so genannten Amyloid-Plaques und stören die Funktion unseres Gehirns.
Ein anderes Beispiel sind Virusinfektionen: Viren dringen in unsere Zellen ein und kapern dann deren Proteinfabriken. Sie lassen die Zellen tausende Kopien der Virenproteine und des Virenerbguts herstellen, die sich zu neuen Viren zusammensetzen, woran die Zelle schließlich stirbt. Anschließend werden viele tausend neue Viren im Körper freigesetzt, die wiederum neue Zellen infizieren.
Wenn man aber zentrale Virenproteine mit Hilfe genau passender, kleiner Proteine blockieren könnte, wäre auch die Infektion gestoppt. Man könnte z. B. die Bildung der Virenhülle oder überhaupt das Ablesen des viralen Erbguts durch die menschlichen Zellen verhindern. Genau darauf zielt das Proteindesign ab: Besonders geeignete Angriffspunkte im Erbgut bzw. an den Proteinen der Viren sollen identifiziert und durch gezielt entwickelte Moleküle blockiert werden.

## Forscherwettbewerb zur Proteinstrukturvorhersage
Vom Mai bis August 2008 beteiligte sich Rosetta@home an dem zweijährlich stattfindenden Wettbewerb zur Proteinstrukturvorhersage CASP. Baker hat mit der Rosetta-Software schon an früheren Auflagen dieses Wettbewerbers teilgenommen und dabei bewiesen, dass Rosetta mit zu den besten Vorhersageinstrumenten zur Bestimmung der Proteinstruktur gehört. So konnte auch in CASP 8 gezeigt werden, dass mit genügend Rechenleistung eine recht zuverlässige Vorhersage von kleineren bis mittelgroßen Proteinen möglich ist. Rosetta@home wird voraussichtlich auch in den nächsten CASP-Wettbewerben wieder mitrechnen, um die Qualität der Vorhersagen mit denen der anderen Teilnehmer zu vergleichen.

## Baker Lab
Das Baker Laboratory hat seinen Sitz an der University of Washington.
Leitender Wissenschaftler ist David Baker, Professor der Biochemie an der University of Washington und Forscher am Howard Hughes Medical Institute, der im April 2006 zum Mitglied der United States National Academy of Science gewählt wurde. Baker wurde 2024, zusammen mit Demis Hassabis und John M. Jumper, der Nobelpreis für Chemie für seine Forschungen auf dem Gebiet des computergestützten Proteindesigns zuerkannt.